# Knusum Kranikum
Knusum Kranikum er en fantasyroman af Dennis Jürgensen, hvor forfatteren blander genrene fantasy og horror. Bogen er første bog i serien kaldet Krøniker fra Kvæhl.

## Handling
Kvæhl har før været et dejlig harmonsk sted med alle væsener. Men nu hvor vampyrdæmonen Knusum Kranikum har overtaget tronen på Sylegården, skaber stedet skræk og rædsel. Knusum vil gerne være udødelig, så han har derfor sendt bud efter heksen. Hun har en bryg, men der skal bruges to bestemte menneskebørn, fra menneskeverden, så derfor giver heksen dem evnen at transportere til Kvæhl ved at lægge hænderne mod hinanden.
Arnold har en mistanke om hans forældre vil myrde ham, fordi han skal have en lillesøster, så er der nemlig ikke plads til ham. Han møder på skolen Catherina når de prøver at få døren op, lægger Catherina og Arnold hånden mod glasruden, og der kommer en særlig kraft igennem dem. Da de slipper, er ruden helt sort der hvor deres hænder var. Efter skole bliver de begge irriteret af en bi, en grøn bi. De begge to var gået gennem parken, og de tror det er en dræberbi. Mens de vifter rundt efter bien, går Arnold og Catherina ind i hinanden. Pludselig befinder de sig i Kvæhl med vampyrtrolde i hælene. 